# Oleksandr Aliyev
Oleksandr Oleksandrovytch Aliyev (em russo:  Александр Александрович Алиев; em ucraniano:  Олександр Олександрович Алієв-Khabarovsk, 3 de fevereiro de 1985) é um futebolista ucraniano que joga no FC Taraz.

## Carreira
.